# 보잉 RC-135

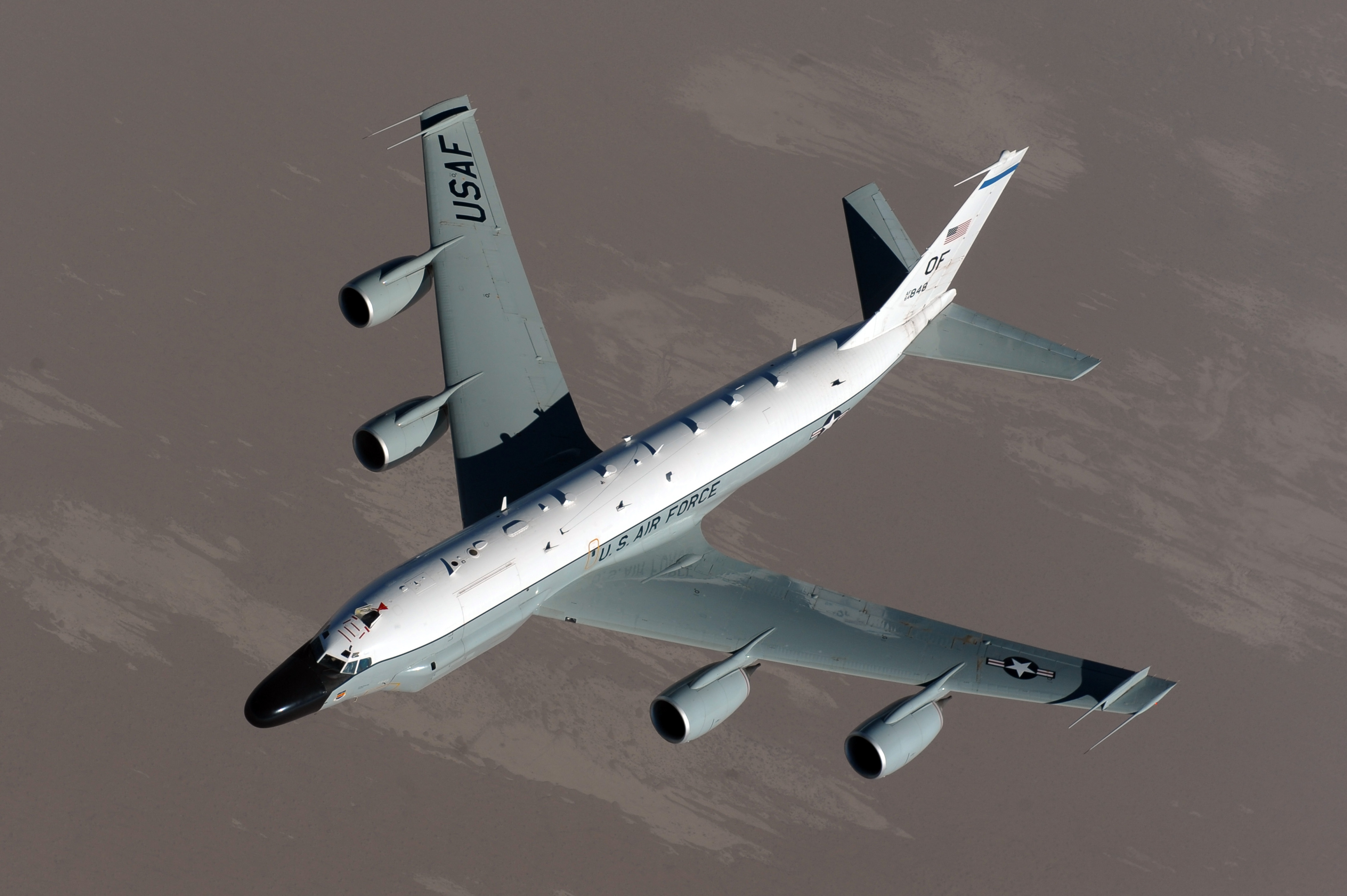
RC-135V/W 리벳 조인트

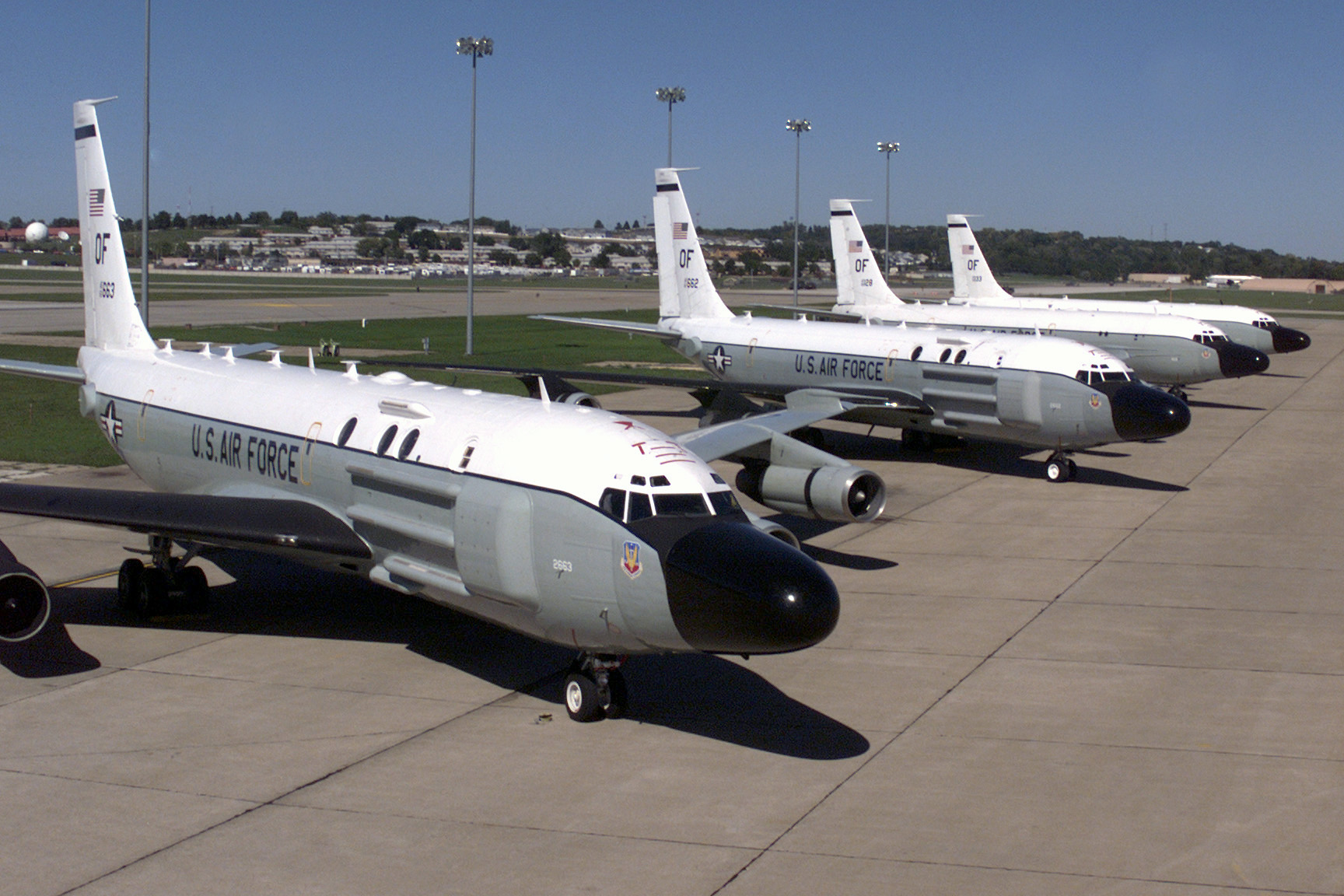
RC-135S 코브라 볼

보잉 RC-135(Boeing RC-135)는 미국 공군의 대형 정찰기이다. 1961년부터 32대가 생산되어, 현재도 사용 중이다.

## 대한민국
대한민국 공군은 최대이륙중량 18톤인 팰콘 정찰기 4대를 구입해 휴전선 상공에서 북한을 정찰할 계획이다. 그러나 미국 공군은 50년 넘게 최대이륙중량 146톤인 RC-135를 사용중이다.
2003년 3월 2일, 원산에서 240km 떨어진 공해상에서 정찰 활동을 벌이던 미 정찰기 RC-135S 코브라 볼에 북한의 미그-29기 2대와 미그-23기 2대 등 4대의 전투기가 15m까지 접근했다. RC-135S 코브라 볼 정찰기는 적외선 센서와 광학 카메라, 첨단 통신설비를 갖추고 탄도 미사일의 발사 징후와 궤적을 추적한다. 냉전 시절 소련의 대륙간 탄도미사일 관련 원격측정 정보를 탐지하는 역할을 했다.

## 사용국가
- 미국
- 영국

## 제원 (RC-135)
일반 특성
- 길이: 136 ft 3 in (41.53 m)
- 날개폭: 130 ft 10 in (39.88 m)
- 높이: 41 ft 8 in (12.70 m)
- 날개면적: 2,433 ft² (226 m²)
- 경하중량: 175,000 lb (V/W models) (79,545 kg)
- 만재중량: 297,000 lb (135,000 kg)
- 최대이륙중량: 322,500 lb (146,000 kg)
- 엔진: 4 × CFM 인터내셔널 F-108-CF-201 터보팬 엔진, 22,000 lbf (96 kN) 각각

성능
- 최대속도: 580 mph (933 km/h)
- 거리: 3,450 mi (5,550 km)
- 운용고도: 50,000 ft (15,200 m)
- 상승률: 4,900 ft/min (1,490 m/min)

## 같이 보기
- 록히드 EP-3
- 신형 백두정찰기